# 夢色パレード/My Best Friends
『夢色パレード / My Best Friends』（ゆめいろパレード マイ・ベスト・フレンズ）は日本の声優ユニット・Rhodanthe*による2枚目のシングル。2015年4月29日にフライングドッグより発売された。

## 概要
前作『Jumping!! / Your Voice』から約1年10ヶ月ぶりのシングル。
初回限定盤は表題曲「夢色パレード」のミュージック・ビデオとそのメイキング映像が収録されたDVDが付属するスリーブケース仕様。また、形態問わず初回特典としてオリジナルステッカー1種が封入された。
オリコン週間チャートで最高24位を獲得。

## 批評
CDジャーナルは『優ユニットならではの各ヴォーカルの個性と、万華鏡のように変化していく多彩な声色に思わず聴き入ってしまう。「My Best Friends」のジャズ・テイストも秀逸だ。』と批評した。

## 収録内容
| 全編曲: 上杉洋史。 |                                           |           |              |       |
| #                  | タイトル                                  | 作詞      | 作曲         | 時間  |
| 1.                 | 「夢色パレード」                          | yuiko     | Meis Clauson | 4:06  |
| 2.                 | 「My Best Friends」                       | 中塚武    | 中塚武       | 4:00  |
| 3.                 | 「夢色パレード」(みんなと一緒に練習用)    |           | Meis Clauson | 4:06  |
| 4.                 | 「My Best Friends」(みんなと一緒に練習用) |           | 中塚武       | 3:56  |
| 合計時間:          | 合計時間:                                 | 合計時間: | 合計時間:    | 16:08 |

| #         | タイトル                             | 作詞  | 作曲・編曲 | 時間 |
| --------- | ------------------------------------ | ----- | ---------- | ---- |
| 1.        | 「夢色パレード」(MUSIC VIDEO)        |       |            | 4:37 |
| 2.        | 「夢色パレード」(MUSIC VIDEO MAKING) |       |            | 6:03 |
| 合計時間: | 合計時間:                            | 10:40 |            |      |

### 解説
1. 夢色パレード
  - テレビアニメ「ハロー!!きんいろモザイク」オープニングテーマ。
  - ミュージック・ビデオが制作されており、映像作品『Rhodanthe* Special Live BD 2014「ハロー*コンニチハ!!」@Zepp Tokyo』初回生産分に封入された応募券の当選者がエキストラとして出演している[5]。
2. My Best Friends
  - テレビアニメ「ハロー!!きんいろモザイク」エンディングテーマ。